# Euparyphus monensis
Euparyphus monensis är en tvåvingeart som beskrevs av James 1973. Euparyphus monensis ingår i släktet Euparyphus och familjen vapenflugor. Inga underarter finns listade i Catalogue of Life.